# Eleutherolaimus schneideri
Eleutherolaimus schneideri is een rondwormensoort uit de familie van de Linhomoeidae. De wetenschappelijke naam van de soort is voor het eerst geldig gepubliceerd in 1997 door Turpeenniemi.